# Rue des Petits-Carreaux
La rue des Petits-Carreaux est une voie située dans le 2e arrondissement de Paris, en France.

## Situation et accès
La rue des Petits-Carreaux est orientée globalement nord-sud, dans le 2e arrondissement de Paris. Elle débute au sud au niveau du 2, rue Léopold-Bellan et du 36, rue Saint-Sauveur et se termine au nord au niveau du 44, rue de Cléry. Elle est prolongée vers le sud par la rue Montorgueil, et vers le nord par la rue Poissonnière.
Outre ces voies, la rue des Petits-Carreaux est rejointe ou traversée par plusieurs rues plus ou moins perpendiculaires ; du sud au nord :
- nos 16-30 et 23-33 : large trouée de la rue Réaumur, doublée sur le côté droit de l'allée Pierre-Lazareff ;
- nos 32-34 (côté est) : rue du Nil ;
- nos 39-41 et 38-40 : rue d'Aboukir (avec le mur végétal « oasis d'Aboukir »).

Ce site est desservi par la station de métro Sentier.

## Origine du nom
Selon certaines sources, la voie doit son nom à l’enseigne d’un ancien commerce qui s’y trouvait.
D'après une autre source, la rue porte le nom d'un ensemble de maisons qui se trouvait au nord de la rue Montorgueil et qui portait le nom de « Petits Carreaux ».
Selon l’historien Jacques Hillairet, le nom est dû à un lieu-dit.
L’historien Jean-Paul Clébert explique que le nom provient des carrés de pavés sur lesquelles étaient exposées les marchandises . Alain Rey, lexicographe, rappelle que, dès 1160, « carreau » désigne un pavé plat dont on recouvre le sol. Par métonymie, c’est « l’endroit où les marchands déposent leurs étalages de fruits et de légumes ».

## Historique
La rue des Petits-Carreaux est antérieure au XIIIe siècle. Initialement partie de la rue Montorgueil, elle devient une rue à part entière au XVIIe siècle. Elle est citée sous le nom de « rue des Petitz Carneaulx » dans un manuscrit de 1636 puis la forme « rue du Petit Carreau » apparaît sur de nombreux actes officiels des XVIIIe et XIXe siècles.
En 1637, la partie nord est appelée « rue des Boucheries », en raison des étaux situés au niveau du no 43.
C'est dans cette rue, dans l'arrière-boutique du magasin de ses parents que naît Madeleine Pelletier, le 18 mai 1874.

## Bâtiments remarquables et lieux de mémoire

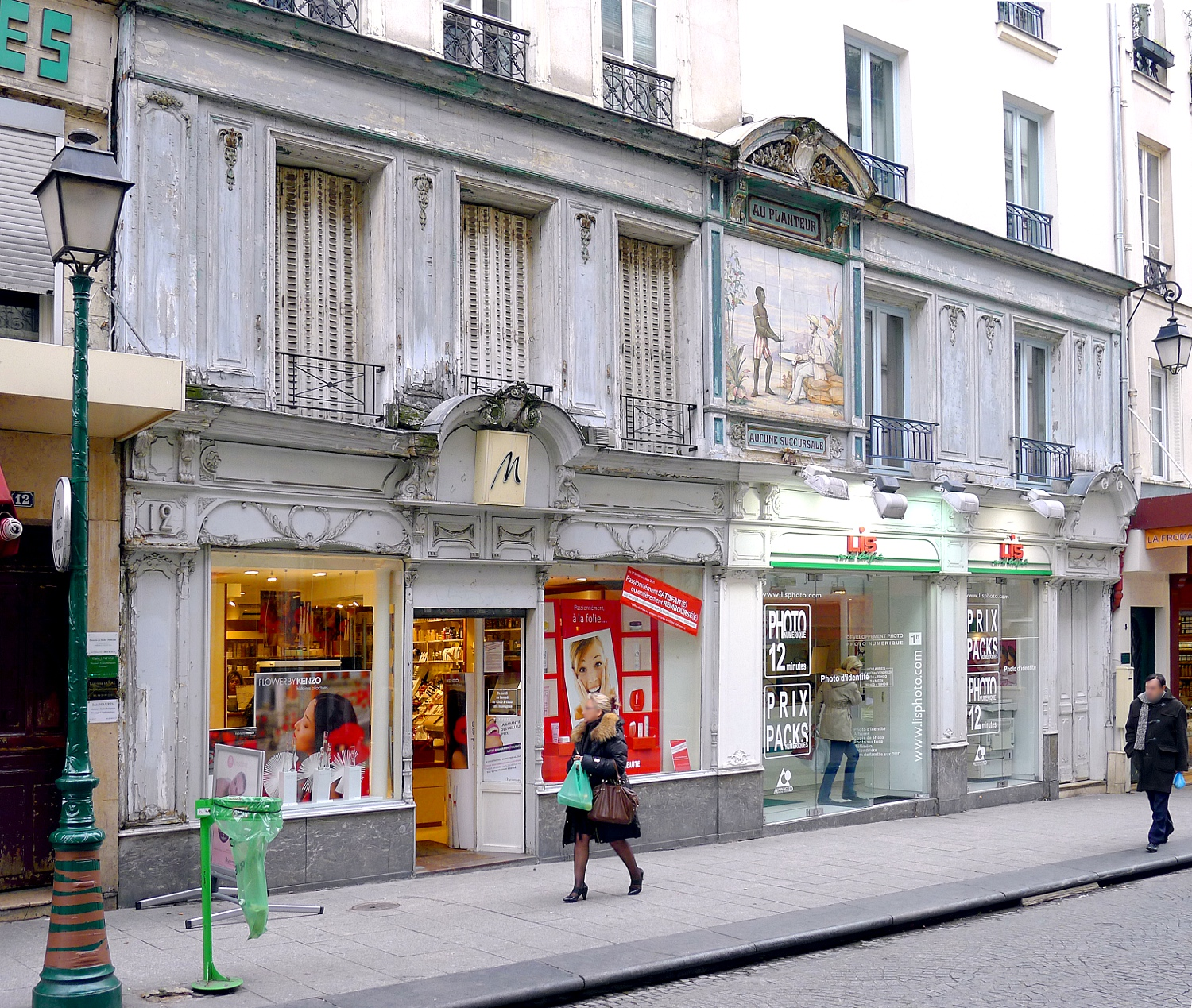
Au planteur, no 10.

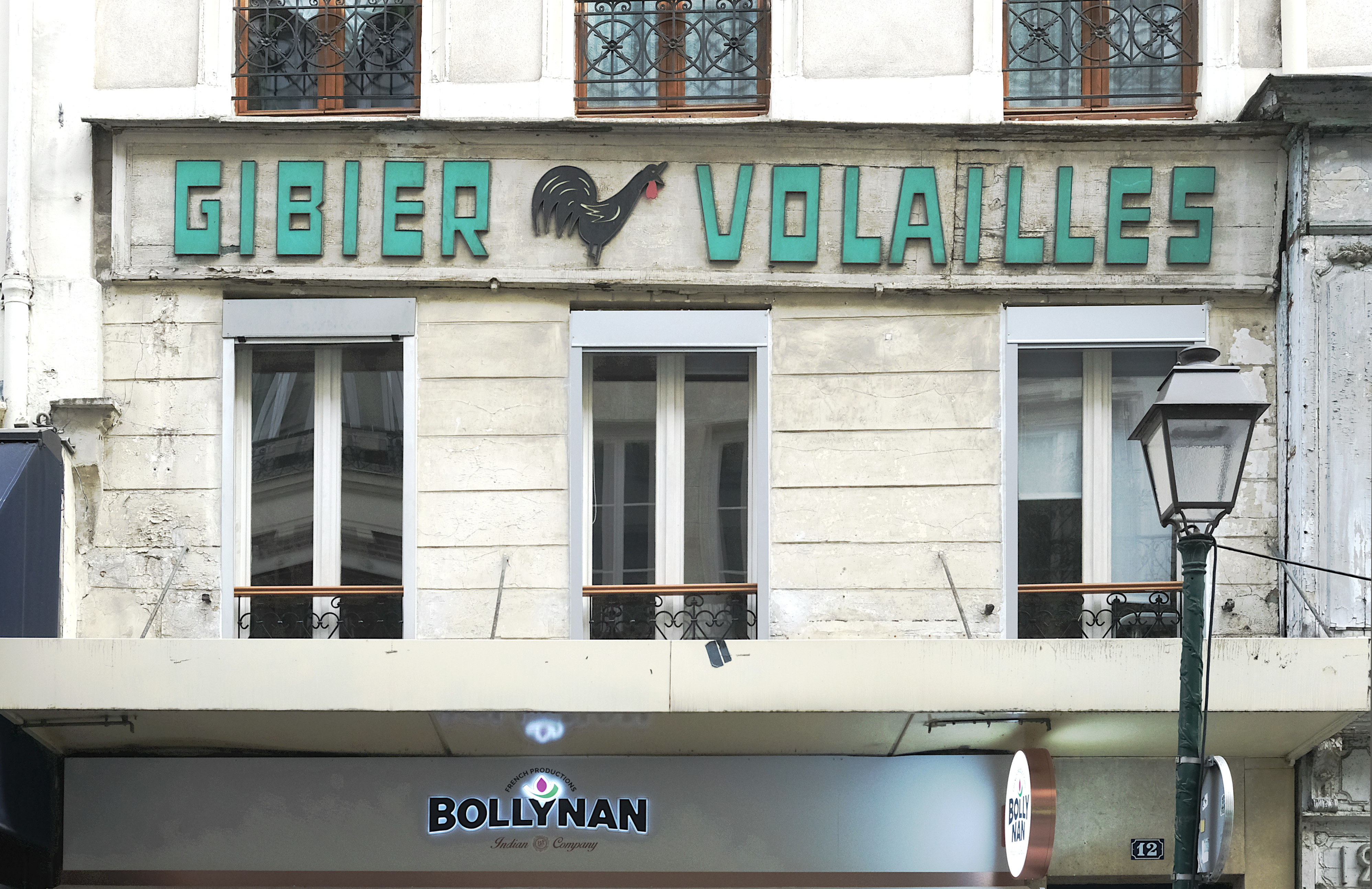
Ancienne enseigne du no 12.

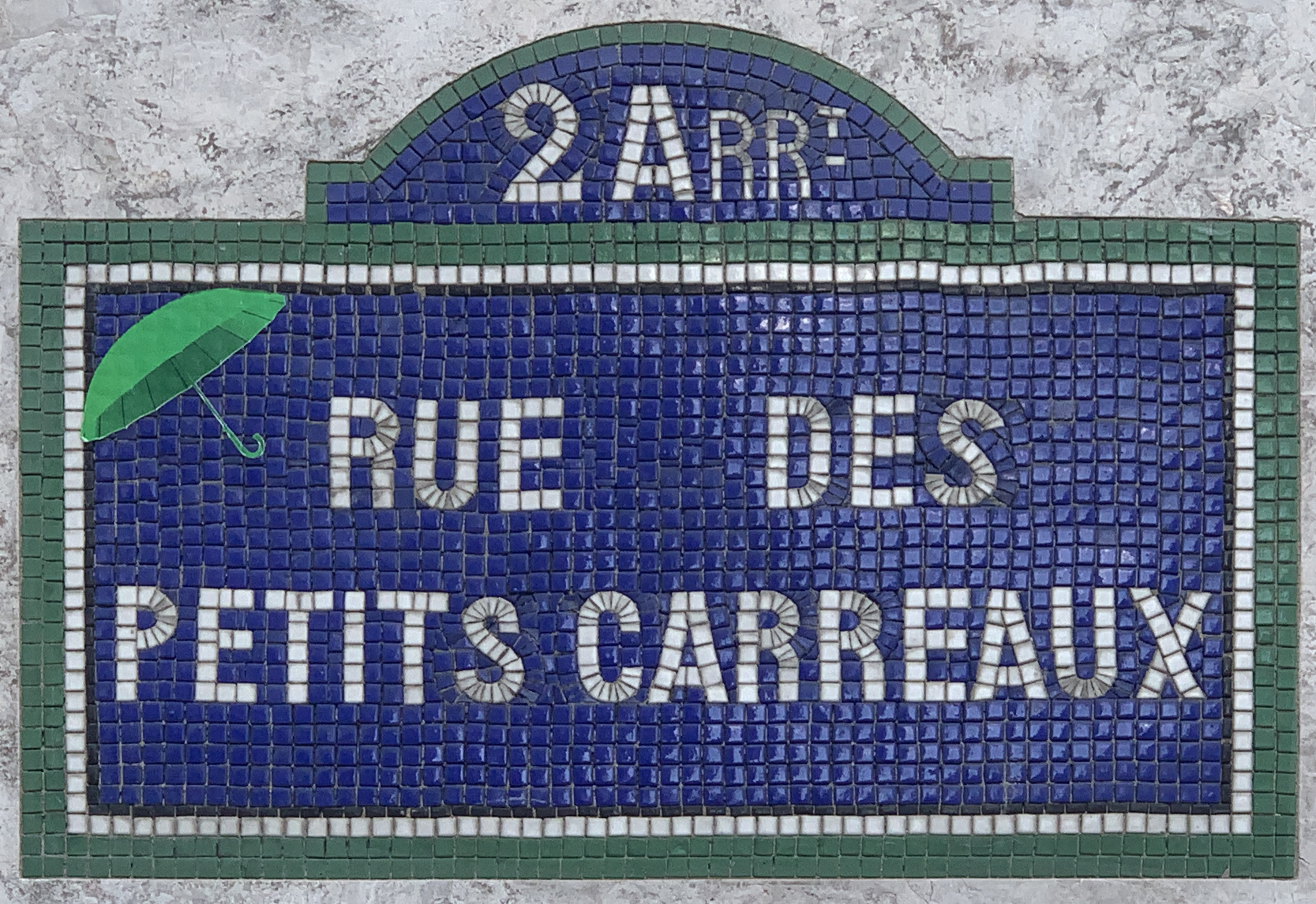
Plaque de la rue réalisée avec des petits carreaux.

- No 6 : immeuble de la fin du XIXe siècle, possédant au rez-de-chaussée la devanture en marbre d'une ancienne charcuterie[7].
- Nos 10-12 : immeuble du XIXe siècle, décoré sur deux niveaux par des coffrages de bois ; ancienne enseigne du marchand de café Au Planteur[8].
- Cul de sac du Crucifix : le sieur Goüel reçut un billet de logement du fourrier de la Compagnie des Cents-Suisses, afin de loger un garde suisse dans une maison à lui en ce lieu, en 1714-1722[9].

## Pour approfondir